# Matrixé (album)
Albums de Kofs
Santé & Bonheur
(2020) Après minuit
(2024)
Matrixé est le troisième album de Kofs sorti le 3 février 2023.

## Liste des pistes
| No  | Titre | Auteur | Compositeur(s)                      | Durée |
| --- | --- | --- | ----------------------------------- | ----- |
| 1.  | Sederi | Kofs | Sabri Iger, Radouane Jaballah       | 2:32  |
| 2.  | Capitaine | Kofs | Stef Becker                         | 2:06  |
| 3.  | Constellation | Kofs | Ladjoint, Radouane Jaballah         | 2:41  |
| 4.  | Prison (avec Layzi) | Kofs, Layzi | Ladjoint, Pavillon Noir, Professeur | 2:58  |
| 5.  | Johnny Hallyday | Kofs | JAYSx15, Stef Becker                | 3:05  |
| 6.  | Hagar | Kofs | Gayadien Rajiv Sushil               | 2:35  |
| 7.  | Le fameux (avec Jul) | Kofs, Jul | Stef Becker                         | 2:13  |
| 8.  | Chargé | Kofs | Zak Cosmos                          | 2:45  |
| 9.  | Omri (avec Soolking) | Kofs, Soolking | AriBeatz                            | 3:15  |
| 10. | Effacé | Kofs | Zak Cosmos                          | 2:59  |
| 11. | Submariner | Kofs | Stef Becker                         | 2:17  |
| 12. | Bang Bang Bang (avec Lacrim) | Kofs, Lacrim | Ladjoint, Pavillon Noir, Professeur | 2:46  |
| 13. | RG (Mon frère) | Kofs | Ladjoint, Pavillon Noir, Professeur | 3:05  |
| 14. | Vaillant (avec Hatik) | Kofs, Hatik | Abys One, Zaka2054, Professeur      | 2:33  |
| 15. | Tesla | Kofs | Switsher Beats                      | 3:11  |
| 16. | Leçon | Kofs | Tefa, Chefi, OB, Toto Beats         | 3:42  |
| 17. | Game Over | Kofs | Thomas Deschamps                    | 2:01  |
| 18. | La famille ou la somme | Kofs | Abys One, Zaka2054                  | 2:19  |
| 19. | Tony Montana (avec ElGrandeToto) | Kofs, ElGrandeToto | Zak Cosmos                          | 3:09  |
| 20. | Baby mafia | Kofs | Nicolas Romano                      | 2:35  |
| 21. | Air Bel Gang (Bonus Track) (avec Naps, Houari, YL, Nib, Binx, Fgz, Moms, Mamato Lzh, Douwy, Zino, Raton, Oussagaza, Massoko Ls, Abdi d'la Sf, Ger & Gouldo) | Kofs, Naps, Houari, YL, Nib, Binx, Fgz, Moms, Mamato Lzh, Douwy, Zino, Raton, Oussagaza, Massoko Ls, Abdi d'la Sf, Ger & Gouldo | Nicolas Romano                      | 6:53  |

## Clips vidéos
- Chargé : 2 décembre 2022
- Bang Bang Bang (avec Lacrim) : 6 janvier 2023
- Prison (avec Layzi) : 3 février 2023
- Leçon : 15 mars 2023

## Classements hebdomadaires
| Classement (2018)            | Meilleure position |
| ---------------------------- | ------------------ |
| France (SNEP)                | 3                  |
| Belgique (Wallonie Ultratop) | 94                 |